# Вальтер Шатильонский
Вальтер Шатильонский, также Готье́ Шатильонский (нем. Walter von Châtillon, фр.  Gautier de Châtillon, лат. Gualterus de Insula, Walterus ab Insulis, Gualterus de Castiglione, Galterus de Castellione; ок.1135, Лилль — ок.1200, Амьен), — французский поэт и богослов XII века, писавший на латинском языке. Один из крупнейших представителей поэзии вагантов.

## Биография
Учился в Парижском университете и Реймсе у Стефана из Бове (Стефана де Гарландии). В 1166 году переехал в Англию, где служил в канцелярии английского короля Генриха II Плантагенета; вступил в учёный кружок, в который входили архиепископ Томас Бекет и Иоанн Солсберийский. В 1170 году, после убийства Бекета 29 декабря, бежал во Францию, где преподавал в Шатильоне-на-Марне. Ездил в Рим и Болонью, где изучал католическое каноническое право. По возвращении из Италии служил в канцелярии Реймса, снискал уважение архиепископа Вильгельма Шампанского, даровавшего (после посвящения ему «Александреиды») Вальтеру каноникат в Амьене, где поэт провёл свои последние годы. Умер от бубонной чумы. Сохранилась анонимная эпитафия («Dum Gualterus egrotaret»), трогательно повествующая о болезни и смерти Вальтера.

## Творчество

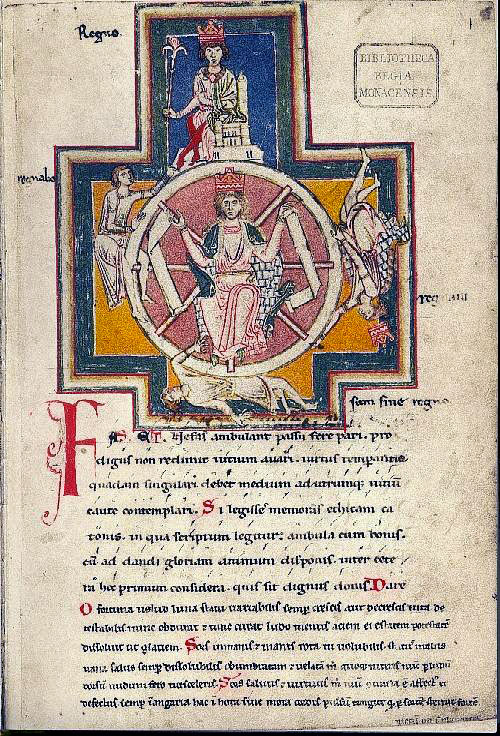
«Колесо фортуны» — одна из миниатюр рукописи Carmina Burana.

Главное сочинение Вальтера — эпическая поэма в 10 книгах «Александреида» (сочинена в конце 1170-х или начале 1180-х гг.) о жизни и деяниях Александра Македонского, в основном, на материале Курция Руфа. В соответствии с антикизирующими представлениями того времени о высокой поэзии «Александреида» написана гекзаметрами. В «Трактате против иудеев» Вальтер делает подборку антиееврейских высказываний ветхозаветных пророков и противопоставляет иудейскую и христианскую интерпретации учения о Троице.
Поэзия Вальтера чрезвычайно разнообразна. Среди 46 стихотворений в рукописи 351 из Сент-Омера и ещё 18 стихотворений в различных рукописях (в том числе, в знаменитой Carmina Burana) — сатира на обмирщение клира (например, «Propter Sion non tacebo», о падении нравов в папской курии) в стиле вагантов, любовная лирика, пасторали, стихотворения на случай (об убийстве Бекета, о коронации Филиппа II) и даже собственная эпитафия («Insula me genuit»).

## Рецепция
Несмотря на то, что с точки зрения исторической науки «Александреида» не выдерживает критики, поэма пользовалась чрезвычайной популярностью ещё при жизни Вальтера. Следы влияния «Александреиды» и подражания ей явственны в поэтических сочинениях Матвея Вандомского, Алана Лилльского и Арриго да Сеттимелло (Arrigo da Settimello). Фраза «Кто хочет избежать Харибды, попадёт в лапы Сциллы» в Средние века вошла в поговорку.
О чрезвычайной популярности Вальтера свидетельствует обширное количество стихотворений, которые в разное время приписывались ему, но фактически, как считает современная наука, ему не принадлежат. Среди таковых сатирический «Апокалиписис Голиаса» (Apocalypsis Goliae) и стихотворение о школяре, известное под названием «Прощание со Швабией». Вальтер Шатильонский рассматривается как возможный автор (анонимного) трактата «Moralium dogma philosophorum».

## Сочинения и переводы
- Александреида (Alexandreis) // Galteri de Castellione Alexandreis, ed. M.L.Colker. Padua, 1978; Walter von Châtillon. Das Lied von Alexander des Grossen, hrsg. v. Philipp Gautier, Gerhard Streckenbach, Otto Klingner. Heidelberg: L. Schneider, 1990; Памятники средневековой латинской литературы X—XII веков. Перевод М. Л. Гаспарова. М.: Наука, 1972, С.449-459.
- Трактат против иудеев (Tractatus contra Iudaeos) // PL 209, col.419-458.
- Die Lieder Walters von Châtillon in der Hs.351 von St.Omer, ed. K.Strecker. Berlin, 1925.
- Moralisch-satirische Gedichte Walters von Châtillon, ed. K.Strecker. Heidelberg, 1929.
- Четыре стихотворения Вальтера из сб. Carmina Burana: No.8, No.123, No.41, No.42 // Памятники средневековой латинской литературы X—XII веков. Перевод М. Л. Гаспарова. М.: Наука, 1972, С.510-515.
- Двенадцать стихотворений Вальтера // Поэзия вагантов. Перевод М. Л. Гаспарова. М.: Наука, 1975, С.95, 125—146, 157—160, 212, 233—234, 270—273, 326—328 (серия «Литературные памятники»).